# Дніпровське маршрутне таксі
Дніпрóвські маршрутки — мережа міських автобусних маршрутів Дніпра. Маршрутки та автобуси є головним видом громадського транспорту, які охоплюють своїми маршрутами усі райони міста.

## Історія
У другій половині XX століття у Радянському Союзі почався автобусний бум. Автобус був дешевшим і простим видом транспорту у порівнянні з тролейбусом або трамваєм. У 1980-х роках автобусні маршрути охоплювали всі частини Дніпропетровська. На озброєнні переважно були львівські ЛАЗи та угорські Ікаруси. Поставки відбувались регулярно до початку 1990-х років. 
З розпадом СРСР, розпався і великий автобусний парк міста. Поставки припинились. Автобуси старіли й виходили з ладу. Період очікування на зупинках зріс у декілька разів. 

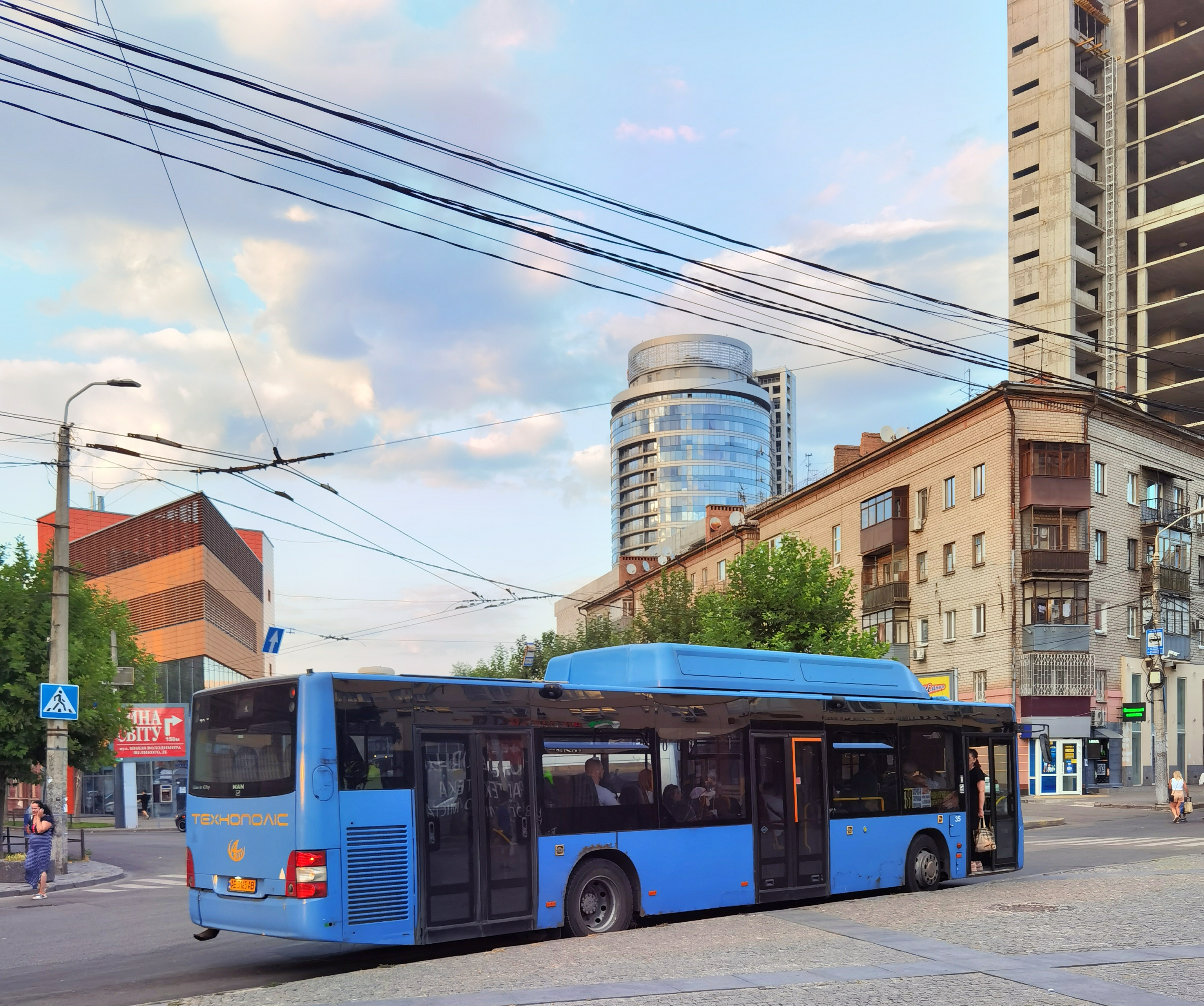
Автобус Технополіс 88-го маршруту

Усе змінилось із появою наприкінці XX століття перших «маршруток». Приватні перевізники випустили на маршрути мікроавтобуси РАФ. Перші РАФи були дуже незручними. Перевізники знайшли дешевий спосіб поповнювати рухомий склад маршруток за рахунок переобладнання вантажних мікроавтобусів для перевезення пасажирів. Наступними були російські ГАЗелі і вже потім німецькі Ford Transit, Iveco Daily, Mercedes-Benz Sprinter. З розширенням маршрутної мережі маршрутні таксі повністю дублювали маршрути тролейбусів, трамваїв, автобусів, що призвело майже до повного зникнення автобусів великої місткості у місті.

## Сучасний стан
На теперішній час маршрутне таксі — єдиний вид міського транспорту для більшої частини Дніпра. Рух маршрутних таксі здійснюється з 05:00—6:25 до 21:30—00:25.

## Маршрути
Станом на червень 2023 року:
| №     | Початкова зупинка                                       | Маршрут | Кінцева зупинка                                                   | Примітки                               | Підприємство, що обслуговує маршрут    |
| ----- | ------------------------------------------------------- | --- | ----------------------------------------------------------------- | -------------------------------------- | -------------------------------------- |
| 1     | ж/м Придніпровськ (вул. 20-річчя Перемоги, 43Д)         | вул. Чаплинська — вул. Халхінгольська — вул. Палісадна | сел. Чаплі                                                        |                                        | ТОВ «Меркер»                           |
| 2     | ж/м Придніпровськ                                       | вул. 20-річчя Перемоги — вул. Томська — вул. Сахарова | ж/м Ігрень                                                        |                                        | ТОВ «Меркер»                           |
| 4     | пл. Старомостова                                        | Амурський міст — вул. Каруни — вул. Солончакова (у зворотньому напрямку: вул. Симиренківська — вул. Яхненківська) — вул. Передова | вул. Моторна                                                      |                                        | ТОВ «С.М.І.Т.»                         |
| 5     | ж/м Придніпровськ                                       | вул. 20-річчя Перемоги — вул. Томська — Самарський міст — Самарський узвіз — вул. Молодогвардійська | М'ясокомбінат                                                     | Працює лише у будні дні                | ТОВ «Меркер»                           |
| 7     | Вокзал                                                  | пл. Старомостова — Амурський міст — пр. Мануйлівський — вул. Малиновського — Самарський міст — вул. Сахарова | ж/м Ігрень                                                        |                                        | ТОВ «С.М.І.Т.»                         |
| 7-К   | Вокзал                                                  | пл. Старомостова — Амурський міст — пр. Мануйлівський — вул. Малиновського — Самарський міст — вул. Сахарова | ж/м Ігрень                                                        | Комунальний автобус                    | КП «Дніпровський електротранспорт» ДМР |
| 9     | пл. Старомостова (вул. Пастера)                         | вул. Академіка Белелюбського — вул. Ударників — пр. Свободи — вул. Панаса Мирного — вул. Набережна Заводська — вул. Кондратюка — вул. Велика Діївська — вул. Доблесна — вул. Мостова | сел. Сухачівка                                                    |                                        | ПП «Зігфрід-М»                         |
| 10    | вул. Виробнича                                          | вул. 20-річчя Перемоги — ж/м Придніпровськ — вул. Чаплинська | вул. Ялинова                                                      |                                        | ТОВ «Меркер»                           |
| 15    | вул. Кайдацький Шлях                                    | пр. Свободи — вул. Велика Діївська — вул. Метробудівська — вул. Моніторна — вул. Велика Діївська — вул. Костромська — вул. Толбухіна | вул. Вільямса                                                     |                                        | ТОВ «ДніпроБас»                        |
| 18    | ж/м Придніпровськ                                       | вул. 20-річчя Перемоги — Південний міст — просп. Героїв — вул. Космічна — Запорізьке шосе — вул. Панікахи — проїзд Гальченка — просп. Богдана Хмельницького — вул. Кротова | Завод «Дніпрошина»                                                |                                        | ТОВ «Автотранссервіс»                  |
| 20    | ж/м Перемога-6                                          | просп. Героїв — вул. Космічна — ж/м Сокіл — вул. Панікахи — проїзд Гальченка — просп. Богдана Хмельницького — пров. Синявського | сел. Мирне (вул. Василя Кука)                                     |                                        | ПВСП СТО «Карлссон»                    |
| 21    | пл. Успенська                                           | Центральний міст — вул. Малиновського — Самарський міст — вул. Сахарова | ж/м Ігрень                                                        |                                        | ТОВ «С.М.І.Т.»                         |
| 22    | пл. Успенська                                           | Центральний міст — вул. Любарського — вул. Молодогвардійська — Самарський узвіз — Самарський міст — вул. Спогадів | сел. Одинківка                                                    |                                        | ТОВ «С.М.І.Т.»                         |
| 23    | ТК «Новий Центр» (вул. Королеви Єлизавети ІІ)           | Центральний міст — просп. Мануйлівський — вул. Каруни — вул. Грінченка — вул. Передова — Донецьке шосе | ж/м Ломівський                                                    |                                        | ТОВ «С.М.І.Т.»                         |
| 25    | вул. Яхненківська                                       | вул. Промислова — вул. Желябова — вул. Берегова | ж/м Ломівський                                                    |                                        | ПВСП СТО «Карлссон»                    |
| 27    | пл. Старомостова                                        | Амурський міст — пр. Мануйлівський — вул. Любарського — вул. Молодогвардійська — Самарський узвіз — Самарський міст — вул. Спогадів | сел. Одинківка                                                    |                                        | ТОВ «С.М.І.Т.»                         |
| 29    | ж/м Перемога-6                                          | просп. Героїв — вул. Космічна — Запорізьке шосе — вул. Титова — просп. Олександра Поля | просп. Лесі Українки                                              |                                        | ТОВ ВКФ «Ігрек»                        |
| 31    | пл. Старомостова                                        | Амурський міст — просп. Мануйлівський — просп. Слобожанський — вул. Байкальська — просп. Калнишевського — вул. Хмельницького | вул. Осіння                                                       |                                        | ТОВ ВКФ «Ігрек»                        |
| 32    | Вокзал                                                  | вул. Степана Бандери — просп. Лесі Українки — просп. Олександра Поля — вул. Титова — просп. Богдана Хмельницького — вул. Баженова — вул. Россі | сел. Мирне (вул. Россі)                                           |                                        | ТОВ «Технополіс»                       |
| 32-К  | Вокзал                                                  | вул. Степана Бандери — просп. Лесі Українки — просп. Олександра Поля — вул. Титова — просп. Богдана Хмельницького — вул. Баженова — вул. Россі | сел. Мирне (вул. Россі)                                           | Комунальний автобус                    | КП «Дніпровський електротранспорт» ДМР |
| 33    | Вокзал                                                  | вул. Степана Бандери — просп. Лесі Українки — просп. Олександра Поля — просп. Орлика — просп. Богдана Хмельницького — пров. Синявського | сел. Мирне (вул. Василя Кука)                                     |                                        | ТОВ «Технополіс»                       |
| 34    | вул. Курчатова                                          | вул. Леваневського — вул. Робоча — вул. Криворізька — вул. Макарова — вул. Будівельників — просп. Богдана Хмельницького — вул. Казакевича — вул. Перемоги | ж/м Корея                                                         |                                        | ТОВ «Автотранссервіс»                  |
| 35    | пл. Успенська                                           | вул. Коцюбинського — Центральний міст — вул. Малиновського — Усть-Самарський міст — вул. 20-річчя Перемоги | ж/м Придніпровськ                                                 |                                        | ТОВ «Автотранссервіс»                  |
| 36    | пл. Старомостова                                        | Амурський міст — вул. Каруни — вул. Янтарна — вул. Калинова | просп. Петра Калнишевського                                       |                                        | ПАТ «ДАТП 11205»                       |
| 37    | ж/м Лівобережний-3                                      | просп. Миру — вул. Березинська — вул. Калинова — просп. Слобожанський — вул. Байкальська — вул. Журналістів — вул. Дніпросталівська — вул. Семафорна | ж/м Північний                                                     |                                        | ТОВ «Технополіс»                       |
| 38    | вул. Королеви Єлизавети ІІ                              | Центральний міст — просп. Слобожанський — вул. Калинова — вул. Березинська — просп. Миру | ж/м Лівобережний-3                                                |                                        | ТОВ «Технополіс»                       |
| 39    | ж/м Парус-2                                             | вул. Моніторна — вул. Метробудівська — вул. Велика Діївська — вул. Кондратюка — вул. Набережна Заводська — вул. Панаса Мирного — просп. Свободи — вул. Гвардійська — вул. Маяковського — вул. Галицького — вул. Ближня                                                                                                | ж/м Західний (Лікарня № 4)                                        |                                        | ПП «Зігфрід-М»                         |
| 40    | ж/м Парус-2                                             | вул. Набережна Заводська — вул. Павлова — вул. Езау — вул. Курчатова — вул. Степана Бандери — просп. Лемі Українки — вул. Святослава Хороброго — вул. Чернишевського — просп. Гагаріна — Запорізьке шосе — вул. Панікахи                                                                                              | ж/м Тополя-1, 2, 3                                                |                                        | ПП «Зігфрід-М»                         |
| 41    | пл. Старомостова                                        | Амурський міст — вул. Каруни — вул. Грінченка — вул. Петрозаводська — вул. Щитова | вул. Іжевська                                                     |                                        | ПП «Зігфрід-М»                         |
| 42    | ж/м Лівобережний-3                                      | просп. Миру — вул. Березинська — вул. Янтарна — вул. Байкальська — вул. Образцова — вул. Сухомлинського — вул. Магдалинівська — вул. Кринична — вул. Висока — вул. Виробнича | сел. Самарівка (ГРС)                                              |                                        | ТОВ «С.М.І.Т.»                         |
| 43    | пл. Успенська                                           | вул. Коцюбинського — Центральний міст — просп. Слобожанський — вул. Богдана Хмельницького — вул. Дніпросталівська — вул. Семафорна | ж/м Північний                                                     |                                        | ТОВ «С.М.І.Т.»                         |
| 44    | пров. Січовий (ТК «Слов’янський»)                       | вул. Курчатова — вул. Канатна — вул. Антоновича — вул. Камчатська (у зворотньому напрямку: вул. Нестерова) — вул. Орловська — вул. Давидова — вул. Амбулаторна | вул. Керченська                                                   |                                        | ТОВ «ДніпроБас»                        |
| 48    | пл. Старомостова                                        | Амурський міст — вул. Каруни — вул. Солончакова (у зворотньому напрямку: вул. Симиренківська — вул. Яхненківська) — вул. Передова — вул. Гуртова — вул. Белградська — вул. Анадирська — вул. Широка | Міська лікарня № 20                                               |                                        | ТОВ «С.М.І.Т.»                         |
| 48-К  | пл. Старомостова                                        | Амурський міст — вул. Каруни — вул. Солончакова (у зворотньому напрямку: вул. Симиренківська — вул. Яхненківська) — вул. Передова — вул. Широка | Міська лікарня № 20                                               | Комунальний автобус                    | КП «Дніпровський електротранспорт» ДМР |
| 51    | пл. Старомостова                                        | Амурський міст — вул. Каруни — вул. Янтарна — вул. Березинська — просп. Миру | ж/м Лівобережний-3                                                |                                        | ТОВ «ДніпроБас»                        |
| 55    | ж/м Перемога-6                                          | просп. Героїв — вул. Космічна — ж/м Сокіл — Запорізьке шосе — ж/м Тополя-2, 3 — вул. Панікахи — проїзд Гальченка — просп. Богдана Хмельницького — вул. Кротова — вул. Новошкільна — Криворізьке шосе — вул. Криворізька — вул. Робоча                                                                                 | вул. Національної Гвардії (вул. Робоча)                           |                                        | ПВСП СТО «Карлссон»                    |
| 56    | вул. Харківська                                         | вул. Коцюбинського — Центральний міст — вул. Малиновського | ж/м Сонячний                                                      | Працює лише у будні дні у «години пік» | ПВСП СТО «Карлссон»                    |
| 57-А  | вул. Королеви Єлизавети ІІ                              | Центральний міст — просп. Слобожанський — вул. Хмельницького | просп. Петра Калнишевського                                       |                                        | ТОВ «Технополіс»                       |
| 59    | пл. Старомостова                                        | Амурський міст — вул. Каруни — вул. Янтарна — вул. Воронезька — вул. Поштова — вул. Сухомлинського — вул. Теплична | вул. 8 Березня (сел. Слобожанське)                                |                                        | ТОВ «Технополіс»                       |
| 60    | Вокзал                                                  | пл. Старомостова — вул. Січеславська Набережна — вул. Набережна Перемоги — вул. Космічна — Запорізьке шосе | Аеропорт                                                          |                                        | ТОВ «Автотранссервіс»                  |
| 62    | ж/м Перемога-6                                          | просп. Героїв — вул. Набережна Перемоги — вул. Січеславська Набережна — Центральний міст — просп. Слобожанський — вул. Байкальська | ж/м Калиновський-6                                                |                                        | ТОВ «Технополіс»                       |
| 64-Г  | пл. Успенська                                           | вул. Коцюбинського — Центральний міст — просп. Слобожанський — вул. Калинова — вул. Березинська — Донецьке шосе — вул. Петрозаводська — вул. Гуртова — вул. Передова | Школа №117 (вул. Передова)                                        |                                        | ТОВ «С.М.І.Т.»                         |
| 70    | пл. Старомостова                                        | Амурський міст — просп. Мануйлівський — вул. Малиновського — Усть-Самарський міст — вул. 20-річчя Перемоги | ж/м Придніпровськ                                                 |                                        | ТОВ «ДніпроБас»                        |
| 72    | вул. Передова, 173 («Сільпо»)                           | вул. Передова — вул. Гуртова — вул. Моторна | Школа №117 (вул. Передова)                                        | Працює лише у святкові дні             | ТОВ «С.М.І.Т.»                         |
| 73    | вул. Курчатова                                          | вул. Леваневського — просп. Лесі Українки — просп. Олександра Поля — просп. Орлика — просп. Богдана Хмельницького — Запорізьке шосе — вул. Панікахи | ж/м Тополя-1, 2, 3                                                |                                        | ТОВ ВКФ «Ігрек»                        |
| 75    | пров. Січовий (ТК «Слов’янський»)                       | вул. Курчатова — вул. Леваневського — вул. Робоча — вул. Криворізька — Криворізьке шосе | сел. Краснопілля (вул. Дзеркальна)                                | Працює лише у «години пік»             | ПВСП СТО «Карлссон»                    |
| 75-К  | пл. Старомостова (вул. Пастера)                         | вул. Курчатова — вул. Леваневського — просп. Сергія Нігояна — просп. Івана Мазепи — вул. Київська — Криворізьке шосе — вул. Новошкільна | сел. Краснопілля (вул. Татарська)                                 | Комунальний автобус                    | КП «Дніпровський електротранспорт» ДМР |
| 77    | пл. Старомостова (вул. Пастера)                         | вул. Княгині Ольги — вул. Набережна Заводська — вул. Кайдацький Шлях — просп. Свободи — вул. Велика Діївська — вул. Андрійченка — вул. Зерова — вул. Генерала Волівача | сел. Таромське (вул. Старий Шлях)                                 |                                        | ТОВ «Технополіс»                       |
| 82    | пл. Старомостова                                        | Амурський міст — вул. Каруни — вул. Грінченка — вул. Петрозаводська — вул. Моторна — вул. Передова | 2-е відділення КСП «Дніпро»                                       |                                        | ТОВ «С.М.І.Т.»                         |
| 85    | БК «Шинник»                                             | вул. Кротова — вул. Підмогильного — вул. Нечая — вул. Кротова — вул. Веселки | пров. Блакитний                                                   |                                        | ТОВ «ДніпроБас»                        |
| 86    | Вокзал                                                  | вул. Курчатова — вул. Леваневського — просп. Нігояна — вул. Маяковського — вул. Галицького — вул. Ближня | ж/м Західний (Лікарня № 4)                                        |                                        | ПП «Зігфрід-М»                         |
| 87-А  | Парк ім. Писаржевського                                 | вул. Титова — вул. Макарова — вул. Криворізька — вул. Робоча — вул. Національної Гвардії — вул. Ю. Савченка — вул. Степана Бандери — просп. Лесі Українки — вул. Фабра — просп. Дмитра Яворницького — вул. Гончара — просп. Гагаріна — Запорізьке шосе                                                                | Парк ім. Писаржевського                                           | Кільцевий маршрут                      | ТОВ ВКФ «Ігрек»                        |
| 87-Б  | Парк 40-річчя визволення Дніпра                         | Запорізьке шосе — просп. Гагаріна — пл. Соборна — просп. Дмитра Яворницького — вул. Степана Бандери — вул. Ю. Савченка — вул. Національної Гвардії — вул. Робоча — вул. Криворізька — вул. Макарова — вул. Титова | Парк 40-річчя визволення Дніпра                                   | Кільцевий маршрут                      | ТОВ «Автотранссервіс»                  |
| 88    | вул. Королеви Єлизавети ІІ                              | Центральний міст — просп. Слобожанський — вул. Калинова — вул. Образцова — вул. Байкальська — вул. Холодильна | ж/м Калиновський-6                                                |                                        | ТОВ «Технополіс»                       |
| 90    | Вокзал                                                  | вул. Курчатова — вул. Леваневського — просп. Нігояна — просп. Мазепи — вул. Київська — Криворізьке шосе — вул. Академіка Задонцева — вул. Привокзальна | сел. Таромське (вул. Ріжкова)                                     |                                        | ТОВ «ДАТП 11231»                       |
| 91    | ТК «Новий Центр» (вул. Королеви Єлизавети ІІ)           | вул. Грушевського (у зворотньому напрямку: вул. Січових Стрільців) — просп. Богдана Хмельницького — Запорізьке шосе — вул. Панікахи | ж/м Тополя-1, 2, 3                                                |                                        | ТОВ ВКФ «Ігрек»                        |
| 92    | Вокзал                                                  | вул. Княгині Ольги — вул. Набережна Заводська — вул. Кондратюка — вул. Велика Діївська — вул. Мукачівська | сел. Діївка (вул. Проїжджа)                                       |                                        | ПП «Зігфрід-М»                         |
| 95    | просп. Петра Калнишевського                             | вул. Калинова — вул. Березинська — Донецьке шосе — Кайдацький міст — вул. Кайдацький Шлях — просп. Свободи — вул. Панаса Мирного — вул. Набережна Заводська | ж/м Парус-2                                                       |                                        | ТОВ «Автотранссервіс»                  |
| 95-А  | просп. Петра Калнишевського                             | вул. Байкальська — вул. Янтарна — вул. Березинська — Донецьке шосе — Кайдацький міст — вул. Кайдацький Шлях — просп. Свободи — вул. Панаса Мирного — вул. Набережна Заводська | ж/м Парус-2                                                       |                                        | ТОВ «Автотранссервіс»                  |
| 96    | Південмаш (вул. Робоча)                                 | вул. Криворізька — Криворізьке шосе | Краснопільське кладовище                                          | Працює лише у святкові дні             | ПВСП СТО «Карлссон»                    |
| 97    | пл. Успенська                                           | вул. Коцюбинського — Центральний міст — вул. Малиновського — Самарський міст — вул. Кокчетавська | Новоігренське кладовище                                           | Працює лише у святкові дні             | ТОВ «С.М.І.Т.»                         |
| 98    | пл. Успенська                                           | вул. Коцюбинського — Центральний міст — просп. Слобожанський — вул. Хмельницького — вул. Дніпросталівська — вул. Іларіонівська — вул. Кадрова | сел. ім. Шевченка (вул. Столярна)                                 |                                        | ТОВ «С.М.І.Т.»                         |
| 101-А | Вокзал                                                  | просп. Дмитра Яворницького — вул. Гончара (у зворотньому напрямку: просп. Гагаріна — просп. Яворницького) — просп. Гагаріна — Запорізьке шосе — вул. Панікахи | ж/м Тополя-1, 2, 3                                                |                                        | ТОВ ВКФ «Ігрек»                        |
| 106   | пл. Старомостова                                        | вул. Курчатова — вул. Леваневського — вул. Робоча — вул. Макарова — вул. Титова — просп. Богдана Хмельницького — проїзд Гальченка — вул. Панікахи | ж/м Тополя-2, 3                                                   |                                        | ТОВ ВКФ «Ігрек»                        |
| 107   | ж/м Лівобережний-3                                      | просп. Миру — вул. Березинська — вул. Калинова — просп. Слобожанський — Центральний міст — вул. Січеславська Набережна — вул. Набережна Перемоги — вул. Космічна — Запорізьке шосе — вул. Панікахи | ж/м Тополя-1, 2, 3                                                |                                        | ТОВ ВКФ «Ігрек»                        |
| 108   | «Покровська»                                            | вул. Велика Діївська — вул. Ватутіна — вул. Кондратюка — вул. Рудна (у зворотньому напрямку: вул. 9 травня — вул. Добровільна) — вул. Кондратюка | вул. Алчевська                                                    |                                        | ПП «Зігфрід-М»                         |
| 109   | Вокзал                                                  | вул. Степана Бандери — просп. Лесі Українки — вул. Святослава Хороброго — вул. Чернишевського — просп. Гагаріна — Запорізьке шосе — вул. Панікахи — ж/м «Тополя-3» — Запорізьке шосе — Аеропорт — вул. Клубна | сел. Старі Кодаки                                                 |                                        | ТОВ «Автотранссервіс»                  |
| 109-К | вул. Академіка Лазаряна (Університет наук і технологій) | просп. Гагаріна — Запорізьке шосе — вул. Аеропортівська | вул. Аеродром (Авіаторське)                                       | Комунальний автобус                    | КП «Дніпровський електротранспорт» ДМР |
| 111   | Вокзал                                                  | вул. Курчатова — вул. Езау — вул. Павлова (у зворотньому напрямку: вул. Набережна Заводська — пл. Старомостова) — вул. Набережна Заводська | ж/м Парус-2                                                       |                                        | ТОВ «Автотранссервіс»                  |
| 113   | пл. Героїв Майдану (ЦУМ)                                | просп. Дмитра Яворницького — вул. Фабра — просп. Лесі Українки — просп. Олександра Поля — вул. Титова — вул. Макарова | вул. Будівельників                                                |                                        | ПП «Зігфрід-М»                         |
| 115   | пл. Успенська                                           | вул. Коцюбинського — Центральний міст — просп. Слобожанський | вул. Сухомлинського                                               |                                        | ТОВ «ДніпроБас»                        |
| 119   | ж/м Перемога-6                                          | просп. Героїв — вул. Космічна — Запорізьке шосе — просп. Гагаріна (у зворотньому напрямку: просп. Дмитра Яворницького — вул. Яружна — вул. Набережна Перемоги — просп. Героїв) | пл. Соборна (просп. Дмитра Яворницького)                          | Кільцевий маршрут                      | ТОВ «Автотранссервіс»                  |
| 120   | вул. Королеви Єлизавети ІІ                              | вул. Січеславська Набережна — вул. Набережна Перемоги — просп. Героїв | ж/м Перемога-6                                                    |                                        | ТОВ «Автотранссервіс»                  |
| 121   | вул. Володимира Мономаха                                | вул. Королеви Єлизавети ІІ — вул. Січеславська Набережна — вул. Набережна Заводська | ж/м Парус-2                                                       |                                        | ТОВ «Автотранссервіс»                  |
| 124-А | ж/м Ломівський                                          | Донецьке шосе — вул. Березинська — вул. Калинова — просп. Слобожанський — Центральний міст — вул. Коцюбинського — вул. Липинського — просп. Дмитра Яворницького — вул. Гончара (у зворотньому напрямку: просп. Гагаріна — просп. Дмитра Яворницького) — просп. Гагаріна — вул. Козакова — вул. Генерала Пушкіна       | пл. Академіка Стародубова                                         |                                        | ТОВ «С.М.І.Т.»                         |
| 125   | пл. Старомостова                                        | вул. Княгині Ольги — вул. Набережна Заводська — Кайдацький міст — Донецьке шосе | ж/м Лівобережний-2 (вул. Терещенківська)                          |                                        | ТОВ «Автотранссервіс»                  |
| 127   | пл. Соборна                                             | вул. Гончара (у зворотньому напрямку: просп. Гагаріна) — просп. Гагаріна — Запорізьке шосе — просп. Богдана Хмельницького — пров. Синявського | сел. Мирне (вул. Василя Кука)                                     |                                        | ПАТ «ДАТП 11205»                       |
| 134   | ж/м Придніпровськ                                       | вул. 20-річчя Перемоги — Південний міст — просп. Героїв — вул. Набережна Перемоги — вул. Яружна — просп. Дмитра Яворницького — вул. Гончара (у зворотньому напрямку: просп. Гагаріна — просп. Дмитра Яворницького) — просп. Гагаріна — Запорізьке шосе — вул. Титова — вул. Макарова — вул. Криворізька — вул. Робоча | вул. Національної Гвардії (вул. Робоча)                           | Працює лише у будні дні                | ТОВ «ДАТП 11227»                       |
| 136   | ж/м Лівобережний-3                                      | просп. Миру — вул. Березинська — вул. Калинова — просп. Слобожанський — Центральний міст — вул. Коцюбинського — вул. Липинського — вул. Грушевського (у зворотньому напрямку: вул. Січових Стрільців) — просп. Богдана Хмельницького                                                                                  | ДНВЦ (просп. Богдана Хмельницького)                               |                                        | ПВСП СТО «Карлссон»                    |
| 136-А | ТК «Новий Центр» (вул. Королеви Єлизавети ІІ)           | вул. Грушевського (у зворотньому напрямку: вул. Січових Стрільців) — просп. Богдана Хмельницького | БК «Шинник»                                                       |                                        | ПВСП СТО «Карлссон»                    |
| 141   | вул. Курчатова                                          | вул. Леваневського — просп. Нігояна — вул. Маяковського — вул. Гвардійська — просп. Свободи — вул. Панаса Мирного — вул. Набережна Заводська — вул. Метробудівська — вул. Велика Діївська — вул. Доблесна — вул. Мостова — вул. Старий Шлях — вул. Михайла Лояна                                                      | сел. Таромське (вул. Золотоосіння, залізнична платформа «169 км») |                                        | ТОВ «С.М.І.Т.»                         |
| 146-А | Південмаш                                               | вул. Криворізька — просп. Металургів — просп. Мазепи — просп. Нігояна — вул. Леваневського — вул. Курчатова — просп. Дмитра Яворницького — вул. Гончара — просп. Гагаріна — Запорізьке шосе — вул. Титова — вул. Макарова — вул. Криворізька                                                                          | Південмаш                                                         | Кільцевий маршрут                      | ТОВ ВКФ «Ігрек»                        |
| 146-Б | Південмаш                                               | вул. Криворізька — вул. Макарова — вул. Титова — Запорізьке шосе — просп. Гагаріна — просп. Дмитра Яворницького — вул. Курчатова — вул. Леваневського — просп. Нігояна — просп. Мазепи — просп. Металургів — вул. Криворізька                                                                                         | Південмаш                                                         | Кільцевий маршрут                      | ТОВ ВКФ «Ігрек»                        |
| 149   | пл. Старомостова                                        | Амурський міст — просп. Мануйлівський — просп. Слобожанський | вул. Сухомлинського                                               |                                        | ПВСП СТО «Карлссон»                    |
| 151-А | ТК «Новий Центр» (вул. Королеви Єлизавети ІІ)           | вул. Грушевського (у зворотньому напрямку: вул. Січових Стрільців) — просп. Богдана Хмельницького — вул. Кротова — вул. Новошкільна — вул. Дзеркальна | Криворізьке шосе                                                  |                                        | ПВСП СТО «Карлссон»                    |
| 152   | Вокзал                                                  | вул. Княгині Ольги — вул. Січеславська Набережна — вул. Набережна Перемоги — просп. Героїв — вул. Мільмана — вул. Лоцманська | вул. Верхоянська (Лоц-Кам'янка)                                   |                                        | ТОВ «ДніпроБас»                        |
| 153   | пл. Старомостова                                        | Амурський міст — просп. Мануйлівський — просп. Слобожанський — вул. Магдалинівська — вул. Кринична — вул. Висока — вул. Виробнича | сел. Самарівка (ГРС)                                              |                                        | ТОВ «С.М.І.Т.»                         |
| 155   | Вокзал                                                  | вул. Степана Бандери — вул. Ю. Савченка — вул. Надії Алєксєєнко — вул. Макарова — вул. Титова — Запорізьке шосе — вул. Панікахи | ж/м Тополя-1, 2, 3                                                |                                        | ТОВ «Автотранссервіс»                  |
| 156   | ж/м Парус-2                                             | вул. Набережна Заводська — вул. Панаса Мирного — просп. Свободи — вул. Гвардійська — вул. Маяковського — просп. Нігояна — просп. Мазепи — вул. Київська — вул. Криворізька — вул. Макарова — вул. Титова — бульв. Зоряний — Запорізьке шосе                                                                           | Космічний майдан (ТРЦ «Дафі»)                                     |                                        | ПП «Зігфрід-М»                         |
| 156-А | вул. Моніторна                                          | вул. Метробудівська — вул. Велика Діївська — просп. Свободи — вул. Гвардійська — вул. Маяковського — просп. Нігояна — просп. Мазепи — вул. Діамантна — вул. Селище Нове | вул. Селище Нове (Хлібозавод №9)                                  |                                        | ПВСП СТО «Карлссон»                    |
| 157-А | ж/м Сокіл                                               | вул. Космічна — вул. Набережна Перемоги — вул. Яружна — просп. Дмитра Яворницького — вул. Курчатова — вул. Леваневського — просп. Нігояна — просп. Мазепи | вул. Київська                                                     |                                        | ТОВ «Автотранссервіс»                  |
| 158   | пл. Старомостова                                        | Амурський міст — просп. Мануйлівський — просп. Слобожанський — вул. Хмельницького — вул. Дніпросталівська — вул. Семафорна | ж/м Північний                                                     |                                        | ТОВ «С.М.І.Т.»                         |
| 177   | ж/м Придніпровськ                                       | вул. 20-річчя Перемоги — Усть-Самарський міст — вул. Малиновського — просп. Слобожанський — вул. Калинова — вул. Березинська — просп. Миру | ж/м Лівобережний-3                                                |                                        | ПВСП СТО «Карлссон»                    |

- Жовтим кольором позначено маршрути, на яких працюють виключно автобуси великої місткості (вважаються автобусними маршрутами).

## Перевізники та випуск на маршрути
Станом на лютий 2022 року автобусні маршрути Дніпра обслуговувало 11 приватних перевізників. Вони працюють на 96 маршрутах із загальним випуском 844 автобуси різного класу та місткості.
Випуск на всі маршрути (в т.ч. автобусні) становив:
- автобуси великої місткості (10-15м; вживані з країн ЄС) — 204 одиниці
- автобуси середньої місткості (8м; БАЗ А079, Богдан А092 і т.п.) — 313 одиниць
- автобуси малої місткості (Mercedes-Benz Sprinter і т.п.) — 327 одиниць

На 17-ти маршрутах працювали автобуси винятково великої місткості, 22 маршрути обслуговували автобуси великої і середньої місткості, і 57 маршрутів обслуговувалися автобусами середньої і малої місткості. 

## Рухомий склад
Автобуси середньої місткості:
- Shaolin SLG 6660
- ХАЗ 3250 Антон
- Богдан А091
- Богдан А092
- БАЗ А079 Еталон
- ЗАЗ А07А І-Ван.

Мікроавтобуси, переобладнані для пасажирських перевезень:
- ГАЗель
- Ford Transit
- Iveco Daily
- Mercedes-Benz Sprinter
- Mercedes-Benz Vario
- Mercedes-Benz T1
- Mercedes-Benz T2
- Volkswagen LT.